# Tazgait
Tazgait è un comune dell'Algeria, situato nella provincia di Mostaganem.